# لسان أسود مشعر

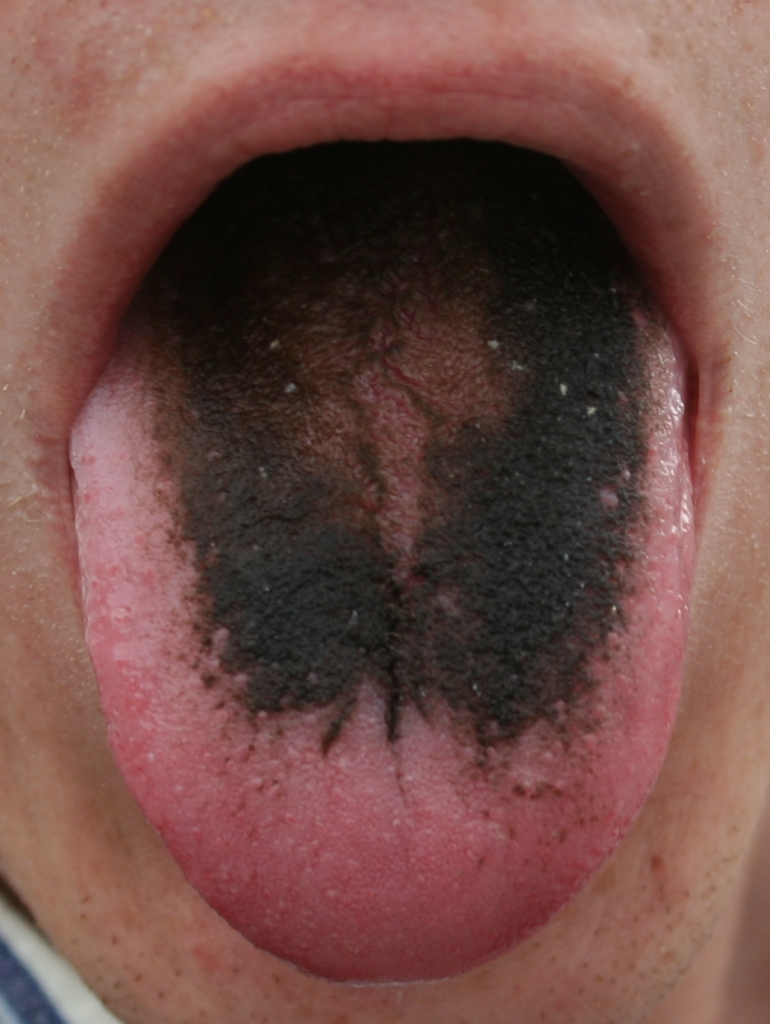
اللسان أسود اللون ويبدو كأنه مغطى بالشعر

اللسان الأسود المشعر (ويطلق عليه أيضاً لسان أسود الزُّغابات) يشير إلى حالة تحدث للسان، حيث تحدث استطالة الحليمات (حليمات التذوق)؛ لتصبح خيطية أو شعرية الشكل مع لون أسود أو بني، مع إعطاء مظهر يشبه الشعر. وقد يكون هذا المظهر ينذر بالخطر، إلا أنه حالة مؤقتة غير مؤذية. وهناك عوامل عدة لظهورها منها التدخين، وجفاف الفم، ونظام غذائي عليل (خفيف)، وسوء نظافة الفم وبعض الأدوية. إدارة هذه المشكلة تتلخص في تحسين نظافة الفم، وخاصة تنظيف اللسان.
هي حالة مؤقتة غير مؤذية، تنتج عادة بسبب فرط نمو البكتيريا (و أحياناً الفطريات) في الفم وعلى سطح اللسان. حيث تتكاثر هذه الكائنات الدقيقة بين أخاديد وحليمات التذوق على سطح اللسان مسببة تغير اللون. بعض أنواع البكتيريا تنتج أصباغ خلايا الدم الحمراء مما يؤدي إلى إعطاء اللسان المظهر الأسود. وأحيانا يبدو اللسان مغطى بالشعر بسبب النمو المفرط للحليمات حيث يتوقف التساقط الطبيعي للخلايا من على سطح اللسان.

## تصنيف
شعر اللسان (زغب) يشير إلى تراكم ملحوظ من الكيراتين على حليمات التذوق على سطح اللسان، وإعطاء مظهر يشبه الشعر. أما اللسان الأسود يشير إلى تغير لونها إلى الأسود، التي قد تكون أو لا تكون مرتبطة مع شعر اللسان. ومع ذلك، فإن الحليمات في شعر اللسان عادة ما يتطور لونها بسبب نمو البكتيريا المنتجة للصبغة وتلوين من الطعام؛ وبالتالي على المدى البعيد يعطي أسود اللسان المشعر، على الرغم من أن الحليمات في شعر اللسان يمكن أيضًا أن يتغير لونها إلى الأصفر أو البني. بشكل مؤقت، قد يكون تلون اللسان لا يرتبط مع شعر اللسان وبالتالي يمكن تجاهله. /> بعض الأدوية محفِّزة لظهور لسان أسود مشعر.

## العلامات والأعراض
اللسان المشعر يحدث بشكل كبير في الجزء الأوسط من سطح اللسان الظهري، بالأمام فقط من الحلَيما ت الكَأسِيَّة، على الرغم من أن في بعض الأحيان السطح الظهري بأكمله قد يكون مصابًا. يصاحب عادةً اللسان المشعر تلونه، ويمكن أن يكون أصفر، أو بني أو أسود. وبصرف النظر عن المظهر، إ لا أنها غير مصحوبة بأعراض عادةً، ولكن في بعض الأحيان قد يشعر الناس بعدم القدرة على الكلام أو بطعم سيء. وقد تكون هناك أيضًا رائحة كريهة للفم (رائحة نتنة من داخل الفم).

## الأسباب
السبب غير مؤكد, ولكن يعتقد أن سببها تراكم الأنسجة الطلائية (الظِهارية) الحرشفية، وتكاثر الكائنات الحية الدقيقة موَلِّدات اللَّون(منتج اللون). وقد يكون هناك أيضًا زيادة في إنتاج الكيراتين أو نقصان في التقشر الطبيعي (تقليص كمية الخلايا الظهارية السطحية). أو بسبب كثرة التدخين. العوامل المحتملة الأخرى المرتبطة بها هي : سوءالنظافة الصحية الفموية، وضعف عام، و نقص اللعاب (نقصان معدل تدفق اللعاب)، والعلاج الإشعاعي، وفرط نمو الفطريات أو الجراثيم، وإتباع نظام غذائي عليل. و الاستعمال المتكرر لغسول الفم الذي يحتوي على عوامل مؤكسدة مثل البيروكسيد، أوعوامل قابضة مثل المنثول.
أحيانًا، اللسان الأسود المشعر قد يكون ناجم عن استخدام الأدوية المضادة للميكروبات مثل التتراسيكلين، أو غسولات الفم المؤكسدة أو مضادات الحموضة. وإتباع نظام غذائي(طري)خفيف بالشكل الطبيعي يمكن أن يؤدي إلى جلخ (سلخ) اللسان، والتي تحافظ على حليمات التذوق قصيرة.
بِلَّاغْرَة (بلاغرا)، وهو مرض يسببه نقص فيتامين ب ، قد يتسبب هذا المرض بفراء رمادي كثيف على سطح اللسان، إلى جانب علامات أخرى في داخل الفم.
يمكن أن يحدث تلون سطح اللسان والأنسجة الرخوة الأخرى في الفم مع عدم وجود شعر لسان. حيث تتضمن الأسباب التدخين (التبغ)، و بعض الأطعمة والمشروبات (مثل القهوة أو الشاي أو عرق السوس)، وبعض الأدوية مثل كلورهيكسيدين، وأملاح الحديد، أو البزموت (بيبتو بيسمول).

## التشخيص
عادة ما يتم التشخيص سريريًا دون الحاجة إلى أخذ خزعة نسيجية. ومع ذلك، عند أخذ الخزعة، المظهر النسيجي هو واحد من العلامات الملحوظة في استطالة ونظير التقرُّن من حليمات التذوق والعديد من البكتيريا التي تنمو على سطح الأنسجة الطلائية.
قد يتم الخلط بين اللسان المشعر والطلاوة المشعرة، حيث أن الطلاوة المشعرة تحدث على جانبي اللسان وترتبط مع العدوى الانتهازية و فيروس ابشتاين بار (فيروس إبشتاين-بار) على التسوية المناعية الخلفية(عدوى فيروس نقص المناعة البشرية دائمًا ولكن نادراً ظروف أخرى تقمع جهاز
المناعة).

## العلاج
العلاج يكون بواسطة الطمأنينة، ومن ثم عن طريق تصحيح العوامل المسببة. وهذا قد يكون من خلال الإقلاع عن التدخين أو التوقف، و استبدال الأدوية المؤثرة أو غسول الفم. عمومًا التدابير المباشرة لعودة اللسان إلى مظهره الطبيعي تتضمن تحسين صحة الفم، وخاصة تنظيف اللسان قبل النوم. وهذا يعزز تقشُّر الحليمات المصابة. عوامل أو مواد لإزالة الكيراتين الفائض (المواد الكيميائية لإزالة الكيراتين) مثل بودوفيلين تكون ناجحة، ولكن تحمل مخاوف تتعلق بالسلامة. و طرق أخرى ذات علاج ناجح مثل بيكربونات الصوديوم كغسول للفم، وتناول الأناناس، المص على حجر الخوخ ومضغ العلكة.

## توقعات سير المرض
لسان أسود مشعر هي حالة حميدة, ولكن الناس المصابين يشعرون بالأسى على المظهر و رائحة الفم الكريهة، وبالتالي يشار إليهم بالعلاج.

## علم الأوبئة
يحدث اللسان الشعري في حوالي 0.5 ٪ من البالغين. ومع ذلك، فإن انتشاره يتغير تبعًا لعدد السكان.

## نصائح لإزالة تغيير اللون
- تنظيف اللسان برفق بواسطة فرشاة الاسنان مرتين في اليوم .
- مضمضة الفم يوميًا بمحلول مخفف من بروكسايد الهيدروجين (جزء إلى خمسة أجزاء من الماء). ويجب بعدها شطف الفم جيدا بالماء .
- باستشارة الطبيب، إذا كان السبب هو فرط نمو البكتيريا يمكن أخذ وصفة من المضادات الحيوية .

## التاريخ
في عام 1337 ، حيث أظهرت كونراد إلفهجم فيتامين أ(نياسين) جري على الكلاب وتم شفاؤها من البلاغرا، والتي تجسدت كلسان أسود.[بحاجة لمصدر طبي]